# Nicrom
Nicromul este un aliaj non-magnetic de nichel, crom (uneori combinat cu fier și mangan), folosit mai ales pentru rezistențele electrice.